# Tylihulský liman
Tylihulský liman (ukrajinsky Тилігульський лиман) je hořkoslané jezero na jihu Ukrajiny (na území Oděské a Nikolajevské oblasti) na pobřeží Černého moře. Jezero má rozlohu 171 km². Je 80 km dlouhé a 0,2 až 3,5 km široké. Dosahuje maximální hloubky 19 m.

## Pobřeží
Na straně moře je jezero ohraničeno písečnými přesypy širokými přibližně 4 km.

## Využití
Dno limanu je tvořené vrstvou černého bahna, které má léčivé účinky.